# Gradska kuća u Subotici
Gradska kuća u Subotici je najveća subotička građevina. Po mnogima je i najljepša građevina u Subotici. 
Današnja Gradska kuća je treća subotička gradska kuća, poslije one iz 1751. i one iz 1828. godine.
Natječaj za ovu Gradsku kuću raspisao je gradonačelnik Karoly Biro 1907. godine, da staru oronulu gradsku vijećnicu, koju su već okružavale nove reprezentativne zgrade, nadomjeste novom ljepoticom od zgrade koja će biti zaštitni znak Subotice. 
Gradnja je počela 1908., a bila je skoro gotova 1910. Interijeri su se dovršavali još dvije godine, a na njihovom ukrašavanju su radili vrhunski majstori onog vremena. Radovi su bili gotovi 12. rujna 1912. godine. 
Izgradnja je financirana novcem od prodanog zemljišta u Tavankutu i na Čikeriji.
Podignuta je po projektu Marcella Komora (1868.—1944.) i Dezse Jakaba (1864.—1932.), budimpeštanskih arhitekata, u tada vrlo modernom stilu — mađarskoj secesiji. Ukrašena je s brojnim šarama stiliziranog tulipana.
Proglašena je kulturnim spomenikom 1967. Krajem 1960-ih je u prostorije Gradske kuće preselio Gradski muzej iz Reichleove palače.
Gradska kuća je skladni spoj umjetnosti i obrta. Visoka je 76 metara. Terasa vidikovca je na 45,5 metara. Duga je 106,08 i široka je 55,56 metara. Površine je 5.838 metara četvornih.
Na Gradskoj kući su primjerci Zsolnayeve keramike, a koju se susreće i po krovovima i u samim zgradama u Subotici.
- Ispred plave fontane
- Satna kula

## Vanjske poveznice
- (engl.) Gradski muzej Subotica[neaktivna poveznica]